# Jemeljanowo
Jemeljanowo (russisch Емелья́ново) ist eine Siedlung städtischen Typs in der Region Krasnojarsk (Russland) mit 12.055 Einwohnern (Stand 14. Oktober 2010).

## Geographie
Die Siedlung liegt in Mittelsibirien, etwa 20 km nordwestlich des Zentrums der Regionshauptstadt Krasnojarsk. Sie erstreckt sich über mehrere Kilometer entlang des Flusses Katscha, der in Krasnojarsk in den Jenissei mündet.
Jemeljanowo ist Verwaltungszentrum des gleichnamigen Rajons Jemeljanowo. Zur Siedlung gehören außerdem die Ortsteile Krutaja, Logowoi, Muschitschkino, Suchaja, Tworogowo und Wessjolaja Gora.

## Geschichte
Das Dorf Jemeljanowo wurde im Jahr 1700 am Sibirischen Trakt gegründet.
1936 wurde es im Rahmen einer Verwaltungsreform Zentrum eines Rajons, zu dem das gesamte Umland der Großstadt Krasnojarsk gehörte, bis das Territorium rechts (südlich) des Jenissei 1983 in einen eigenständigen Rajon mit Zentrum in Berjosowka ausgegliedert wurde.
1965 erhielt der Ort den Status einer Siedlung städtischen Typs.

### Bevölkerungsentwicklung

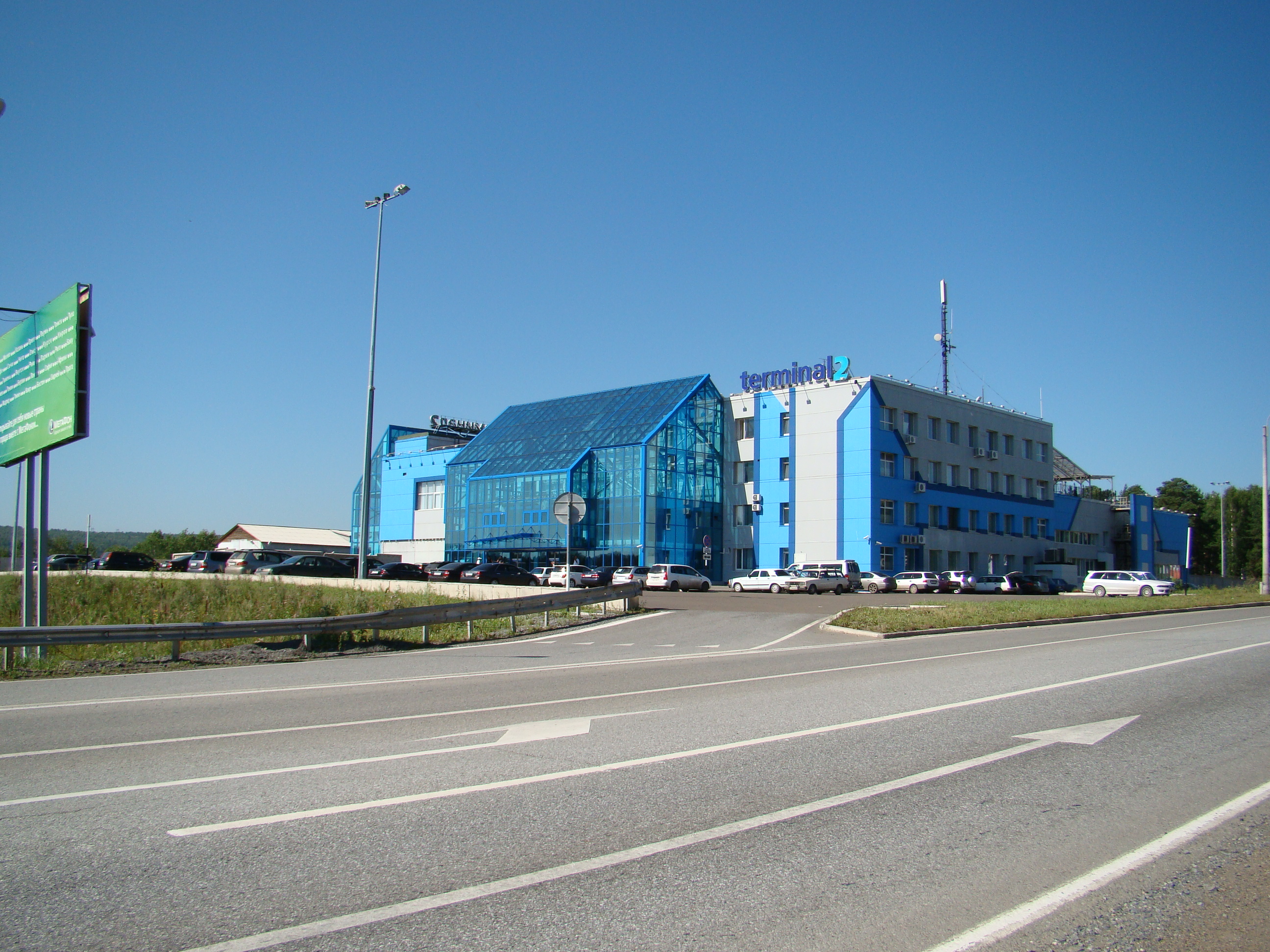
Terminal 2 des Flughafens Krasnojarsk-Jemeljanowo

| Jahr | Einwohner |
| ---- | --------- |
| 1939 | 1.514     |
| 1959 | 4.097     |
| 1970 | 6.637     |
| 1979 | 7.619     |
| 1989 | 15.408    |
| 2002 | 11.919    |
| 2010 | 12.055    |

Anmerkung: Volkszählungsdaten

## Kultur und Sehenswürdigkeiten
In Jemeljanowo steht die zwischen 1798 und 1817 errichtete Dreifaltigkeitskirche (Троицкая церковь/Troizkaja zerkow).
Beim Ortsteil Tworogowo befindet sich die 2007 eröffnete, knapp zwei Kilometer lange und nach FIA-Vorgaben errichtete  Motorsport-Rennstrecke Krasnoe Kolzo („Roter Ring“).

## Wirtschaft und Infrastruktur
In Jemeljanowo ist Zentrum eines Landwirtschaftsgebietes mit Getreide- und Futtermittelanbau sowie Rinder- und Schweinehaltung.
Die Siedlung wird unmittelbar südlich von der Fernstraße M53 umgangen, die Nowosibirsk über Krasnojarsk mit Irkutsk verbindet. Zehn Kilometer westlich von Jemeljanowo liegt der nach dem Ort benannte Flughafen Krasnojarsk-Jemeljanowo, ehemaliger Heimatflughafen und Drehkreuz der 2008 wegen Insolvenz aufgelösten Fluggesellschaft KrasAir.